# Capão Alto
Capão Alto är en kommun i Brasilien.   Den ligger i delstaten Santa Catarina, i den södra delen av landet, 1 400 km söder om huvudstaden Brasília. Antalet invånare är 2 753.
I omgivningarna runt Capão Alto växer huvudsakligen savannskog. Runt Capão Alto är det mycket glesbefolkat, med 2 invånare per kvadratkilometer.